# Movimento Internazionale Eurasiatista
Il Movimento Internazionale Eurasiatista (in russo Международное Евразийское Движение?, Meždunarodnoe Evrazijskoe Dviženie, MED) è una organizzazione non governativa con sede a Mosca e ramificazioni in vari paesi europei ed asiatici. Suo fondatore e massimo dirigente è il filosofo e politologo Aleksandr Gel'evič Dugin.

## Storia
Negli anni '90 Aleksandr Dugin elaborò la dottrina filosofico-geopolitica conosciuta come neo-eurasiatismo. Ben presto Dugin decise di supportarla con un'organizzazione capace di portarla al successo. Nel 2000 creò il "Movimento Politico Panrusso Eurasia", che l'anno seguente si tramutò in partito politico a sostegno del presidente Vladimir Putin (senza concorrere però alle elezioni). Il 20 novembre 2003 il partito "Eurasia" è divenuto un'organizzazione non governativa, col nome di "Movimento Internazionale Eurasiatista" (Meždunarodnae Evrazijskoj Dviženie, MED).

## Obiettivi dichiarati
I principali obiettivi del MED sono:
- favorire lo sviluppo d'un ordine mondiale multipolare, fondato sul rispetto e la cooperazione tra popoli, civiltà e culture;
- l'associazione fra paesi europei e paesi asiatici, con la Russia nel ruolo fondamentale di mediatrice;
- l'integrazione politica, economica, strategica e culturale dello spazio post-sovietico, fino alla creazione d'una "Unione Eurasiatica";
- il dialogo ed il reciproco rispetto tra le confessioni tradizionali del continente eurasiatico;
- la conservazione delle identità etnica, culturale e religiosa d'ogni popolo del mondo;
- l'opposizione alle tendenze negative dell'attuale ordine mondiale: unipolarismo, omologazione culturale, decadenza spirituale, narcotraffico, degrado ambientale, iniquità sociali.